# Linnhöjdstjärnen
Linnhöjdstjärnen är en sjö i Filipstads kommun i Värmland och ingår i Göta älvs huvudavrinningsområde.